# Švédská hymna
Hymna Švédska je píseň Du gamla, du fria (česky Ty pradávná, ty volná). Skladatelem byl Edvin Kallstenius, který vytvořil orchestrální podobu lidové písně. Slova napsal Richard Dybeck.

## Historie
Švédsko je země, která má dvě hymny – královskou a národní. Slova první z nich - Kungssången - napsal Carl Vilhelm August Strindberg, hudbu složil Otto Lindblad. Toto dílo nahradilo prozatímní hymnu Bevare Gud vår kung, která se zpívala na melodii britské hymny God Save the King. První provedení se uskutečnilo v Lundu 5. prosince 1844 při slavnostní hostině pořádané univerzitou a spojené s korunovací krále Oskara I. Oficiálně se píseň stala hymnou v roce 1893.
Národní hymna Du gamla, du fria vznikla v roce 1844. Autorem slov je Richard Dybeck. Tento etnograf a založil na švédské lidové melodii. Konce 19. století si píseň získala takovou oblibu, že byla považována za národní hymnu. Ze čtyř slok se obvykle zpívají první dvě.

### Text a český překlad
```
Du gamla, du fria

1. Du gamla, Du fria, Du fjällhöga nord
Du tysta, Du glädjerika sköna!
Jag hälsar Dig, vänaste land uppå jord,
Din sol, Din himmel, Dina ängder gröna.
Din sol, Din himmel, Dina ängder gröna.

2. Du tronar på minnen från fornstora dar,
då ärat Ditt namn flög över jorden.
Jag vet att Du är och Du blir vad du var.
Ja, jag vill leva jag vill dö i Norden.
Ja, jag vill leva jag vill dö i Norden.

3. Jag städs vill dig tjäna mitt älskade land,
din trohet till döden vill jag svära.
Din rätt, skall jag värna, med håg och med hand,
din fana, högt den bragderika bära,
din fana, högt den bragderika bära.
 
4. Med Gud skall jag kämpa, för hem och för härd,
för Sverige, den kära fosterjorden.
Jag byter Dig ej, mot allt i en värld
Nej, jag vill leva jag vill dö i Norden.
Nej, jag vill leva jag vill dö i Norden.
```

```
Ty pradávná, ty volná

1. Ty starý, ty svobodný, ty hornatý Severe.
Ty, tichý, radostný a krásný!
Zdravím tě, nejmilovanější země na světě,
tvé slunce, tvé nebe, tvé louky zelené,
tvé slunce, tvé nebe, tvé louky zelené.

2. Kraluješ mezi vzpomínkami dávných velkých dnů,
kdy sláva tvého jména se vznášela nad světem,
vím, že jsi a budeš tím, čím jsi byl.
Ano, chci žít, chci umřít na Severu,
ano, chci žít, chci umřít na Severu.
```

```
3. Navždy ti chci sloužit, má milovaná zemi,
věrnost až do smrti chci ti přísahat.
Tvé právo budu bránit myslí i rukou,
hrdinové nesou tvůj prapor vysoko
hrdinové nesou tvůj prapor vysoko.

4. S Bohem budu bojovat za svůj domov, za svůj krb,
pro Švédsko, svou drahou vlast.
Za nic jiného na světě bych tě nevyměnil.
Ne, já chci žít a umřít na Severu,
ne, já chci žít a umřít na Severu.
```